# 妙蓮寺 (大田市)
妙蓮寺（みょうれんじ）は、島根県大田市大森町にある日蓮宗の寺院である。山号は亀隆山という。

## 起源と歴史
大森銀山として知られている。銀山閉山後、衰退し同地区の日蓮宗寺院は当寺院のみとなる。
- 1610年（慶長15年）、本妙院日施により開創される。
- 1876年（明治9年）、富士門流の統一教団日蓮宗興門派の結成に参加。
- 1899年（明治32年）、日蓮宗興門派は日蓮本門宗（本門宗）と改称。
- 1941年（昭和16年）、本門宗は一致派の日蓮宗、勝劣派の顕本法華宗とともに三派合同を行い、日蓮宗を結成。
- 1972年（昭和46年）4月、大森代官45代阿久沢修理（戒名・顕量院殿義守日勧大居士）の墓があり、島根県史跡となる。
- 2007年（平成19年）、寺領が世界遺産地区となる。

## 歴代
- 初代　本妙院日施

## 所在地
- 島根県大田市大森町イ483-1